# Johann Jakob Ulrich (Maler, 1798)

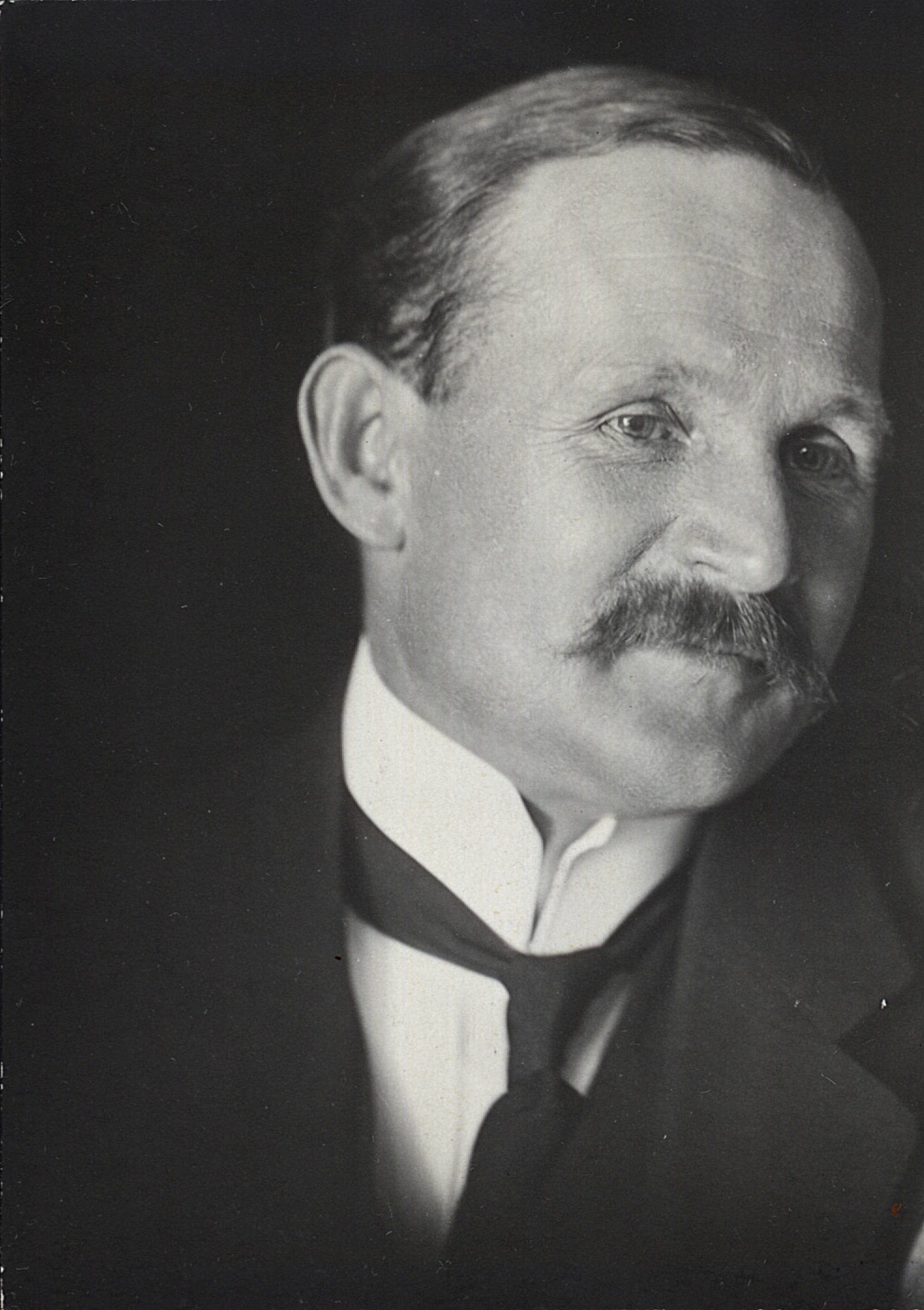
Johann Jakob Ulrich

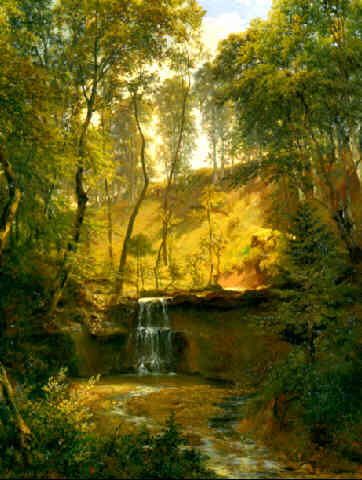
Waldbach im Sonnenschein, 1855

Johann Jakob Ulrich (* 28. Februar 1798 in Andelfingen; † 17. März 1877 in Zürich) war ein Schweizer Zeichner und Maler. 

## Leben
Aufgrund der unruhigen Situation im Grenzgebiet zu Frankreich wuchs Ulrich zunächst bei seinen Grosseltern in Weisslingen auf, später dann besuchte er Schulen in Winterthur und Zürich. Auf Betreiben seines Vaters Johann Jakob Ulrich-Meyer (1769–1840; Landschreiber von Andelfingen und später Verleger in Zürich) absolvierte Ulrich zunächst in Zürich eine Ausbildung zum Kaufmann, die er ab Frühjahr 1816 im Pariser Bankhaus Paturle, Lepin & Co. fortsetzte.
Auf Vermittlung von Paturle schrieb Ulrich sich 1822 – zunächst während seiner Tätigkeit in der Bank –  im Atelier von Jean-Victor Bertin, in dem gleichzeitig auch Jean-Baptiste Camille Corot arbeitete. 1823 wechselte er zum Atelier der drei Brüder Leprince, und arbeitete 1824 gemeinsam mit Théodore Gudin in Dieppe, bis er 1825 dann ein eigenes Atelier in Paris bezog.

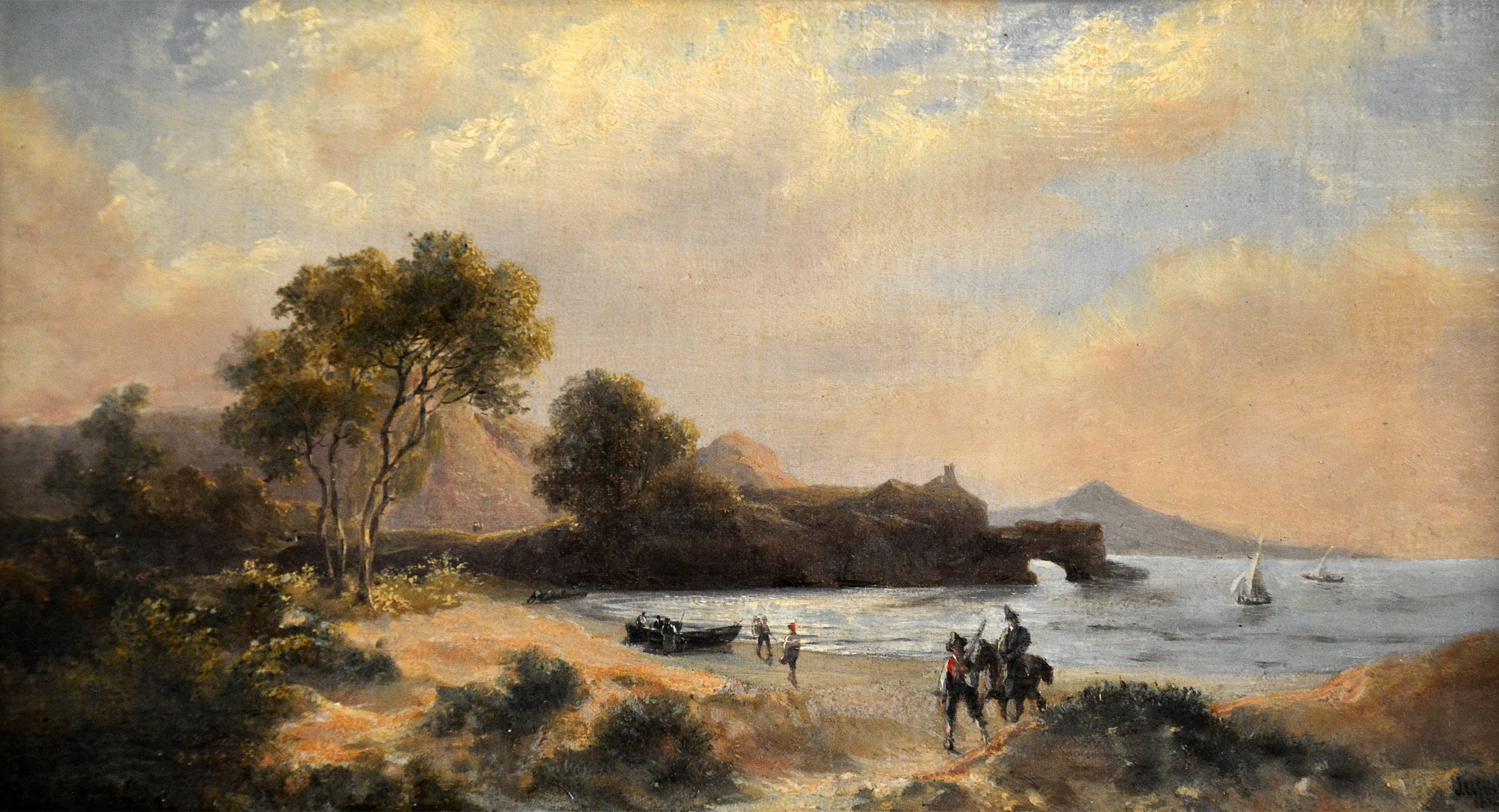
Südliche Landschaft, 1834

In den Jahren 1828 bis 1830 bereiste Ulrich Neapel, Rom und Sizilien, wo er zahlreiche Skizzen anfertigte. 1832 und 1835 hielt er sich einige Zeit in England auf. Dort studierte er offenbar die Werke John Constables, mit denen er erstmals 1824 im Pariser Salon konfrontiert gewesen war. Seine frühen Werke lassen mit ihrer Farbgebung, den niedrigen Horizonten und der detaillierten Beobachtung des wolkigen Himmels Constables Einfluss erkennen. Ein anderer Künstler, mit dessen Werken Ulrichs Gemälde verglichen werden können, ist Eugène Boudin, der in ähnlicher Weise Licht- und Wasserstimmung ausnutzte wie Ulrich. Ab 1824 stellte Johann Jakob Ulrich regelmässig im Salon aus. 
Auch nachdem er sich gegen Ende der 1830er Jahre in Zürich niedergelassen hatte, ging er häufig auf Reisen, unter anderem nach Deutschland, Frankreich, Belgien, Holland und erneut nach England. Schon in den 1840er Jahren bildete er Künstler aus, darunter Rudolf Koller, und 1855 wurde er Professor für Landschaftszeichnen am Zürcher Polytechnikum. Unter seinen Schülern war dort Xaver Imfeld.
Ulrich gab das Tafelwerk „Die Schweiz in Bildern“ heraus, für das er viele Zeichnungen, Aquarelle und Ölstudien anfertigte. Ulrich gilt als einer der Vorreiter der Schweizer Freilichtlandschaftsmaler wie Johann Gottfried Steffan, Koller, Frank Buchser, Otto Frölicher und Adolf Stäbli. Seine für das Schweizer Publikum gemalten Landschaften weisen oft einen traditionelleren Stil auf als seine Zeichnungen aus derselben Epoche, die zum Teil an William Turner erinnern. Im Kunstmuseum Bern etwa befindet sich der eher konventionell gestaltete „Hafen von Rotterdam“ aus dem Jahr 1844, der zu dem „Seesturm“ von 1849, den das Kunsthaus Zürich besitzt, einen deutlichen Gegensatz bildet. Ab den 1850er Jahren führte er die konventionellen Sujets, die der Kunstmarkt verlangte, mit seiner sensiblen und auf Lichteffekte bedachten Malweise zusammen. Beispiele für Gemälde aus dieser Epoche sind etwa der „Wasserfall im Wald“ von 1853, der sich im Kunsthaus Zürich befindet, oder „Mondlicht über Sorrent“ von 1858, das im Kunstmuseum Winterthur hängt.